# Europejski Komisarz ds. środowiska, odporności na wodę i konkurencyjnej gospodarki o obiegu zamkniętym

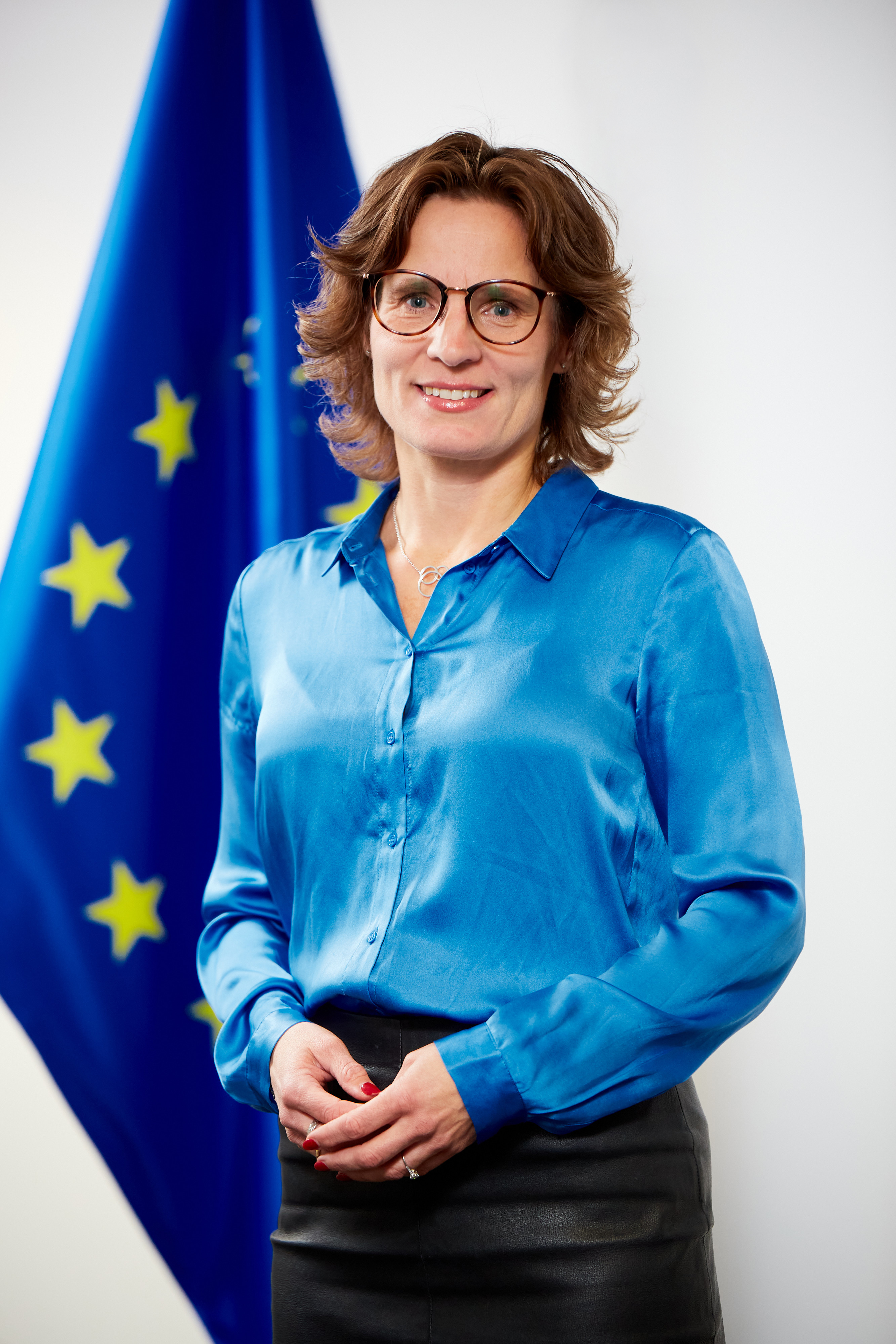
Europejski Komisarz ds. środowiska, odporności na wodę i konkurencyjnej gospodarki o obiegu zamkniętym – Jessika Roswall

Europejski Komisarz ds. środowiska, odporności na wodę i konkurencyjnej gospodarki o obiegu zamkniętym – członek Komisji Europejskiej. Odpowiada za realizację priorytetów wyznaczonych w Europejskim Zielonym Ładzie, ze szczególnym uwzględnieniem ochrony zasobów naturalnych i promowania modelu gospodarki opartego na zrównoważonym rozwoju i obiegu zamkniętym. Jego głównym zadaniem jest zapewnienie, że ochrona środowiska, efektywne zarządzanie zasobami wodnymi oraz rozwój konkurencyjnego rynku surowców wtórnych staną się integralną częścią strategii unijnej, wspierając jednocześnie cele neutralności klimatycznej oraz konkurencyjności gospodarczej. Komisarz ten pełni kluczową rolę w tworzeniu polityki, która nie tylko przeciwdziała degradacji środowiska, ale także zwiększa odporność Europy na wyzwania związane z kryzysami klimatycznymi i zasobowymi, wspierając równocześnie innowacje i zrównoważone inwestycje w sektorach związanych z wodą, środowiskiem i gospodarką. Obecnym komisarzem jest Jessika Roswall.

## Powstanie stanowiska
Utworzenie stanowiska jest odpowiedzią na potrzebę zintegrowanego podejścia do ochrony środowiska, zarządzania wodą oraz rozwoju gospodarki o obiegu zamkniętym w kontekście rosnących wyzwań klimatycznych i globalnej konkurencji. Jak podkreślono w liście misyjnym, degradacja zasobów naturalnych oraz zmiany klimatyczne zagrażają zdrowiu, dobrobytowi i odporności społeczeństw europejskich. W szczególności wskazano, że utrata bioróżnorodności oraz niedostateczna ochrona zasobów wodnych osłabiają zdolność Europy do reagowania na kryzysy, takie jak susze, powodzie czy niedobory surowców. Utworzenie tej teki ma na celu zapewnienie, że działania UE w tych obszarach będą skuteczne, spójne oraz przyczynią się do realizacji celów klimatycznych na 2030 i 2050 rok, a także wypełnienia międzynarodowych zobowiązań, takich jak porozumienia w Kunming-Montrealu. Stanowisko to odzwierciedla także priorytet Unii w zakresie wzmacniania globalnego przywództwa w obszarze ochrony środowiska, wody i gospodarki o obiegu zamkniętym, co ma również istotne znaczenie dla budowania przewagi konkurencyjnej Europy na rynkach międzynarodowych.

## Zakres obowiązków
Europejski Komisarz ds. środowiska, odporności na wodę i konkurencyjnej gospodarki o obiegu zamkniętym odpowiada za:
- realizacja celów Europejskiego Zielonego Ładu, w szczególności w zakresie ochrony zasobów naturalnych i klimatu,
- współprowadzenie, wraz z wiceprzewodniczącym wykonawczym ds. dobrobytu i strategii przemysłowej, działań związanych z ustawą o gospodarce o obiegu zamkniętym, w tym tworzenie rynku na surowce wtórne i ustanowienie jednolitego rynku odpadów.
- aktualizacja strategii bioekonomii w kontekście wspierania zrównoważonej gospodarki,
- rozwój jednolitego rynku dla produktów zrównoważonych, uwzględniającego cele ekologiczne i społeczne,
- przewodzenie działaniom na rzecz realizacji ambicji „zero zanieczyszczeń”, w tym prac nad pakietem dla przemysłu chemicznego, obejmującym uproszczenie przepisów REACH i regulacje dotyczące PFAS,
- wzmocnienie egzekwowania i implementacji istniejących przepisów dotyczących środowiska, bioróżnorodności i zerowego zanieczyszczenia, przy jednoczesnym uproszczeniu regulacji i prowadzeniu dialogu z interesariuszami.
- opracowanie zachęt dla działań prośrodowiskowych oraz wspieranie inwestycji prywatnych poprzez wdrożenie kredytów ekologicznych,
- przygotowanie Europejskiej Strategii Odporności na Wodę, obejmującej efektywność wodną, przeciwdziałanie niedoborom, zanieczyszczeniom i zagrożeniom wodnym oraz rozwój technologii wodnych i cyfryzację zarządzania wodą,
- wspieranie inwestycji publicznych i prywatnych w infrastrukturę wodną oraz technologie wodne, a także umacnianie globalnego przywództwa UE w kwestiach związanych z wodą, w tym udział w ONZ-owskich konferencjach dotyczących wody i współpraca w ramach G7,
- realizacja międzynarodowych zobowiązań w zakresie bioróżnorodności, plastiku i ochrony mórz, w tym traktatów takich jak Kunming-Montreal i traktat o wysokich morzach,
- współpraca nad nowym planem adaptacji do zmian klimatycznych, uwzględniającym zintegrowane zarządzanie ryzykiem pożarów oraz wizję dla rolnictwa i żywności,
- koordynacja działań w ramach Nowego Europejskiego Bauhausu, ze szczególnym uwzględnieniem innowacji, materiałów bioopartych, cyrkularności, mieszkalnictwa i budownictwa,
- reprezentowanie Unii Europejskiej na forach międzynarodowych w zakresie działań związanych z ochroną środowiska, gospodarką wodną i obiegiem zamkniętym.

## Lista komisarzy
|    | Komisarz               | Lata      | Komisja          |
| -- | ---------------------- | --------- | ---------------- |
| 1  | Carlo Ripa di Meana    | 1990–1992 | Deloros II       |
| 2  | Karel Van Miert        | 1992–1993 | Deloros II       |
| 3  | Joanis Paleokrasas     | 1993–1995 | Deloros III      |
| 4  | Ritt Bjerregaard       | 1995–1999 | Santer           |
| 5  | Margot Wallström       | 1999–2004 | Prodi            |
| 6  | Stavros Dimas          | 2004–2010 | Barroso I        |
| 7  | Janez Potočnik         | 2010–2014 | Barroso II       |
| 8  | Karmenu Vella          | 2014–2019 | Junkcer          |
| 9  | Virginijus Sinkevičius | 2019–2024 | von der Leyen I  |
| 10 | Jessika Roswall        | od 2024   | von der Leyen II |